# دبريفانك (آراغاتسوتن)
مدينة دبريفانك (بالإنجليزية: Dprevank)‏ هي إحدى المدن التابعة لمقاطعة آراغاتسوتن في أرمينيا. يقدر عدد سكانها بـ 139 نسمة حسب الإحصاء الذي جرى عام 2011.